# Điện Biên Phủ
Điện Biên Phủ (ejtsd: zien bien fu) egy 125 000 lakosú város Északnyugat-Vietnámban, 35 km-re a laoszi határtól. Điện Biên tartomány fővárosa.
Leginkább az első indokínai háborút lezáró, 1954-es Điện Biên Phủ-i csata helyszíneként lett ismert, melyet a Việt Minh-erők vívtak francia csapatok ellen.
A vietnámi győzelemmel végződött csata véget vetett a franciák indokínai szerepvállalásának és az azt követő genfi békeszerződés nyomán darabolták fel az országot Észak- és Dél-Vietnámra.
A város lakossága, mely a csata idején a maitól még jóval kisebb volt, elsősorban thai nemzetiségi csoportokból áll, nem pedig vietnámiakból. Ez utóbbiak csupán a lakosság egyharmadát teszik ki.

## Fekvése
Điện Biên Phủ a Mường Thanh nevű 20 km hosszú és 6 km széles völgyben fekszik.

## Népessége
A város lakossága kb. 125 ezer fő. A város gyorsan növekszik, évente átlagosan 5 000 fővel (4%), így az előrejelzések szerint 2020-ra 150 ezer ember fog élni a településen. A lakosság többsége etnikailag nem vietnámi, hanem főképp thai, de rengeteg kisebb népcsoport is él a városban.

## Fordítás
Ez a szócikk részben vagy egészben  a(z)   Điện Biên Phủ című angol Wikipédia-szócikk fordításán alapul.  Az eredeti cikk szerkesztőit annak laptörténete sorolja fel. Ez a jelzés csupán a megfogalmazás eredetét és a szerzői jogokat jelzi, nem szolgál a cikkben szereplő információk forrásmegjelöléseként.